# De flyvende djævle
De flyvende djævle er en dansk, engelsksproget, film fra 1985, instrueret af Anders Refn. Manuskriptet er af Anders Refn og Sigvard Olsson efter Herman Bangs novelle Les quatre diables.
Filmen er den fjerde filmatisering af Herman Bangs novelle, se nærmere De fire Djævle.

## Medvirkende
- Mario David - Lazlo Hart
- Karmen Atias - Miranda, Lazlos datter
- Jean-Marc Montel - Max, Lazlos søn
- Pete Lee Wilson - Mory Ventura, Mirandas forlovede
- Senta Berger - Nina Rosta, journalist
- Erland Josephson - Oscar Seidenbaum, impresario
- Warren Clarke - Arno, motorcykelartist
- Margaretha Krook - Hildegarde Altenburg, cirkusdirektør
- Guy Godefroy - Jacques Gavin jr.
- Nadeem Razaq Janjau - Mischa
- Fred Gärtner - Heinz von Rosen
- Jutta Richter-Haser - Gabriella
- Trevor Laird - Sepp
- Ole Ernst - Festdeltager
- Claus Hesselberg - Festdeltager
- Ole Michelsen - Journalist
- Flemming Quist Møller - Journalist
- Carlos Valles - Hassan
- Johnny Wade - Tony Wilde
- Wolf-Rüdiger Ohlhoff - Mand på toilet
- Erik Clausen - Dyrepasser